# 白雪姬 (歌手)
白雪姫（韓語：백설희，1927年1月29日—2010年5月5日），韩国著名女歌手和演员。1943年，演唱《春逝》而宣布出道。1950年至1960年居於舊金山。1996年因其贡献被授予KBS电视台音乐奖终身成就奖，而其一家三代皆為演藝圈人士，其中孫女為韓國女子團體T-ara前成員全寶藍。
由于疾病纏身及高血压并发症，白雪姬于2010年5月5日上午3时去世。